# Édgar Benítez
Édgar Milciades Benítez Santander (8 de novembre del 1987), amb el sobrenom de Pájaro (ocell), és un davanter paraguaià. També té la ciutadania mexicana.
Començà a destacar al Sol de América. Marxà al C.F. Pachuca de la Primera Divisió Mexicana. També ha representat la seva selecció al Mundial de 2010, i a la Copa Amèrica 2015.